# Perípatos

La línia de punts representa el Perípatos. Comença en la Font Clepsidra (29), talla el Teatre de Dionís (23), continua entre l'Estoa d'Èumenes (21) i l'Asclepeion d'Atenes (22), va per darrere de l'Odèon d'Herodes Àtic i acaba a la Porta Beulé (del Propileu) (19)

El Perípatos (grec: περίπατος, 'passeig') és un antic camí que abraça l'Acropolis d'Atenes i travessa la Via Panatenaica al pendent nord. Connecta les coves santuaris de l'Acròpoli que estan intercalades al voltant del turó de l'Acròpoli. Una lectura de Tucídides 2.17, que estableix que les coves s'alçaren en d'una àrea en què estava prohibit construir o extraure pedra anomenada terra Pelàsgia, suggereix que el Perípatos segueix la línia de l'arcaic i ara desaparegut Mur dels pelasgs.
Una inscripció en una pedra calcària de l'Acròpoli al pendent nord del turó és l'única evidència epigràfica del camí. Es llegeix Longitud del Perípatos: cinc estadis i divuit peus. Aquesta inscripció data del segle iv abans de la nostra era, tot i que és possible que el camí hagués estat buidat i usat si més no des del programa de l'edifici Pericleà, quan es crearen els santuaris de la cova. Pausànias en el segle ii esmenta l'ús del camí per a examinar la Font Clepsidra i la Cova d'Apol·lo.
Es van emprendre treballs per a restaurar el Perípatos que començaren l'any 1977.

## Vegeu també

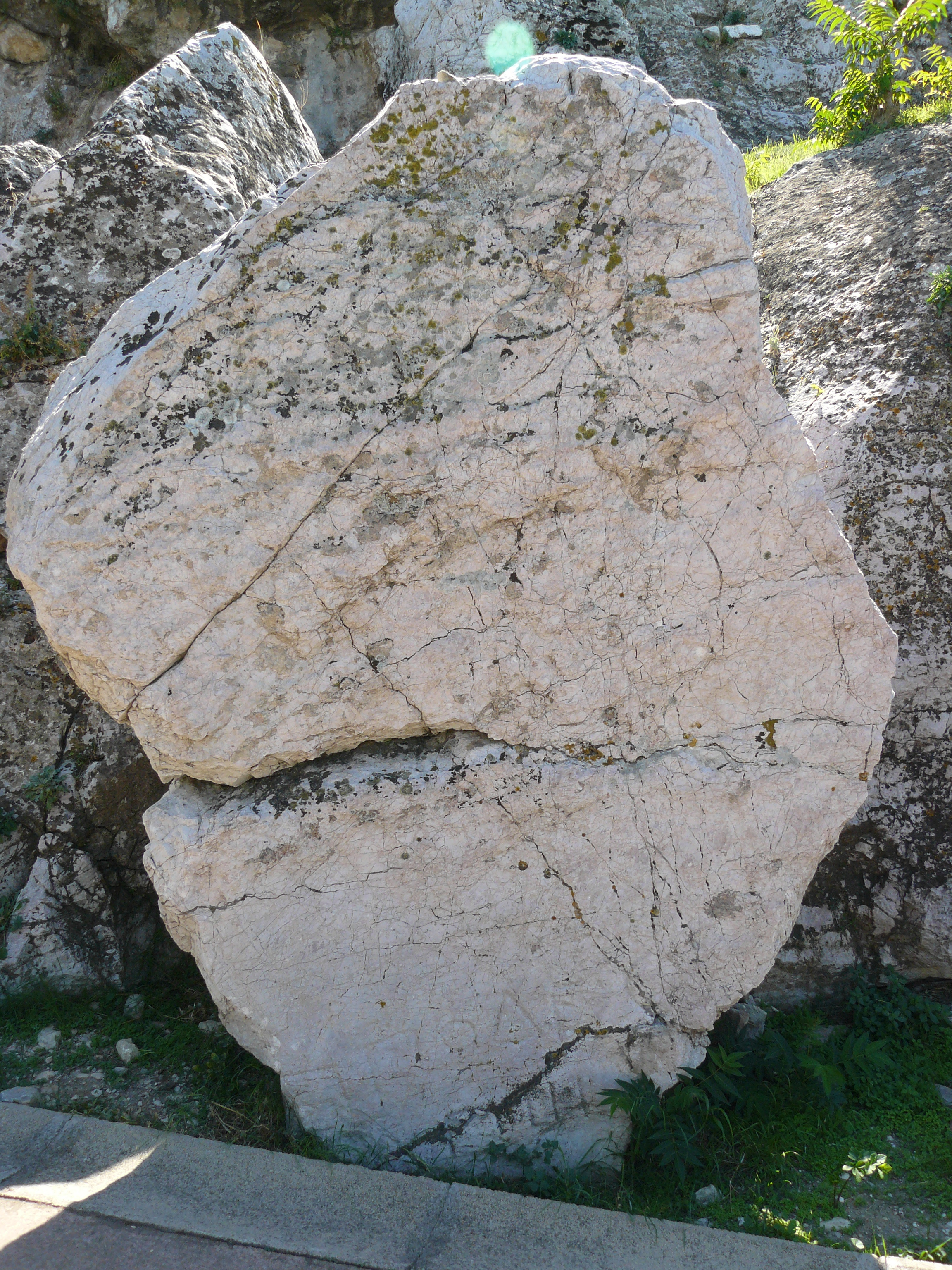
Pedra amb inscripció
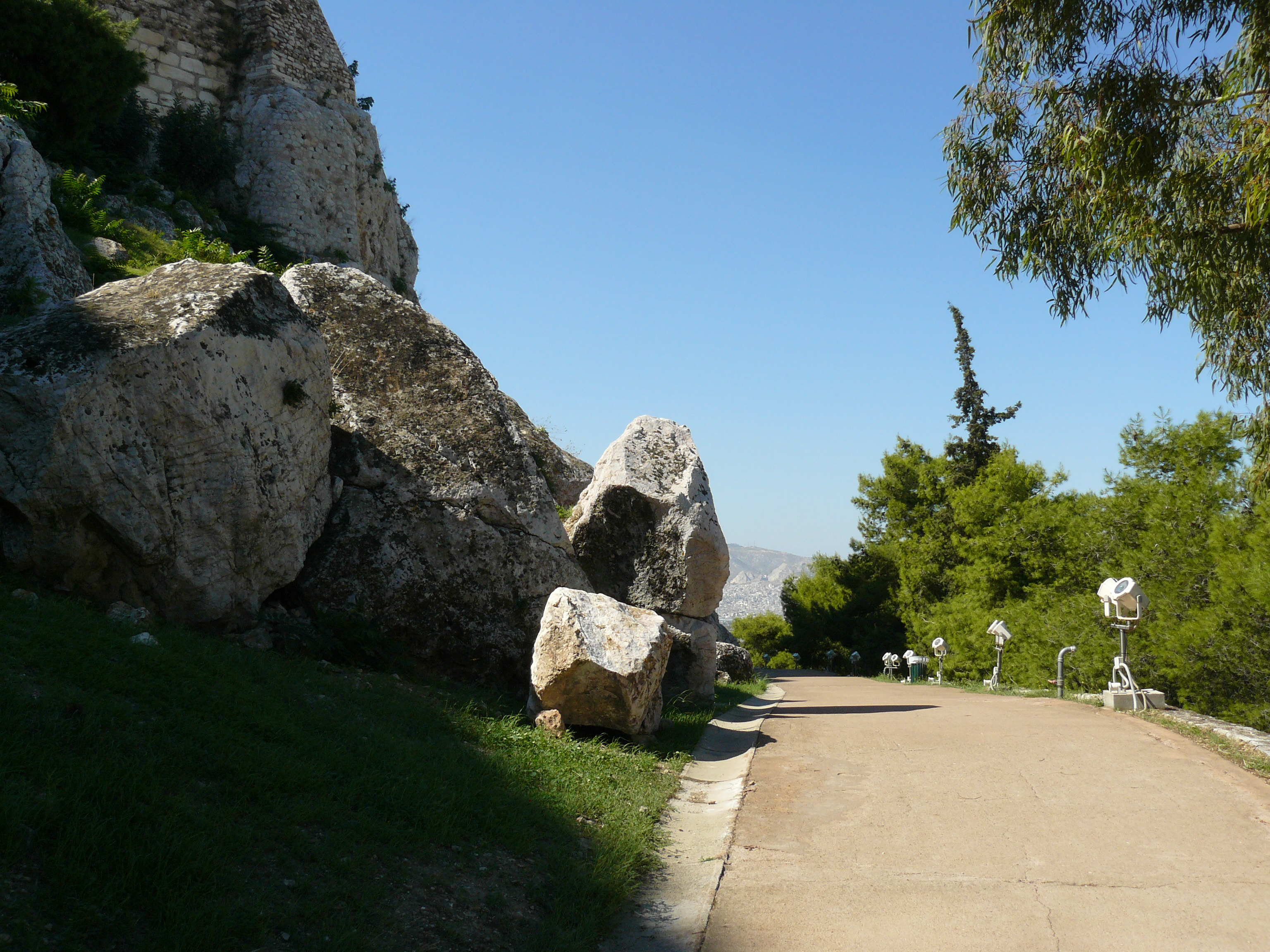
Vista del Perípatos